# Pierre de Coulevain
Pour les articles homonymes, voir Laperche (homonymie).
Jeanne Philomène Laperche, alias Pierre de Coulevain, est une écrivaine française née à Bordeaux le 8 avril 1853. Ses parents étaient hôteliers, 3 rue de la Douane. Elle meurt le 16 mars 1927 à Boulogne-Billancourt.
Elle était la marraine du compositeur Robert Dussaut.

## Biographie
En 1879, sa mère madame Justine Laperche, veuve, vient s'installer à Paris avec sa fille Philomène et son fils Paul, avocat à la cour d'appel.
En 1882, Philomène épouse Jean Fernand Lafargue, un ami bordelais, venu lui-même à la capitale pour y faire une carrière littéraire. Docteur en droit, il est journaliste à la Chambre des députés et romancier. Il sera secrétaire puis vice-président de la Société de Gens de Lettres entre 1893 et 1903, date de sa mort.
En 1898, Philomène publie, sous le pseudonyme d’Hélène Favre de Coulevain, son premier roman, Noblesse américaine, qui sera récompensé en 1899 par le prix Montyon. Elle écrira ensuite sous le nom de plume Pierre de Coulevain. En 1903, après le décès de son mari et de sa mère, et le départ de son fils René, admis à l'École forestière de Nancy, elle décide alors de voyager et de vivre comme un oiseau « sur la branche ». Quelques mois plus tard paraît son troisième roman, intitulé précisément Sur la branche. Les romans de Pierre de Coulevain ont une forme autobiographique, ce qui est troublant pour le lecteur, tenté alors de confondre l'écrivain et le personnage du roman. C'est ainsi qu'à la fin du Roman merveilleux, elle fait mourir en Suisse l’auteur Pierre de Coulevain, d'où les erreurs biographiques.
Son fils René est tué pendant la guerre de 1914-1918, laissant une jeune veuve et deux petites filles jumelles. À partir de cette date, la romancière ne publiera plus rien, si ce n'est un livre pour enfants, L'Épreuve de Georges.
Pierre de Coulevain a fait partie du jury du prix Fémina, depuis sa création en 1904 jusque dans les années 1920.

## Œuvre
- Noblesse américaine, Paul Ollendorff, 1898, prix Montyon 1899. Lire en ligne
- Ève victorieuse, Calmann-Lévy, 1900, prix Montyon 1902[2]. Lire en ligne
- Sur la branche, Calmann-Lévy, 1904. Lire en ligne
- L'Île inconnue, mœurs anglaises, Calmann-Lévy, 1906. Son journal, écrit lors d'un séjour de plusieurs mois en Angleterre. Lire en ligne
- Au cœur de la vie, Calmann-Lévy, 1908. Lire en ligne
- Le Roman merveilleux, Calmann-Lévy, 1913. « le roman de la Terre… celui que les puissances divines élaborent dans les profondeurs de l'Infini » ; marqué par la théosophie.
- L'Épreuve de Georges, Hachette, coll. Bibliothèque rose illustrée, 1933 ; illustrations d'André Pécoud.

### Traduction
Alice Hall Ward a traduit en anglais Sur la branche (On the branch) ; Ève triomphante (Eve Triumphant) ; Le roman merveilleux (The wonderful romance).